# 松尾由美
松尾 由美（まつお ゆみ、1960年11月27日 -）は日本のSF作家、推理作家。石川県金沢市出身。

## 経歴・人物
金沢大学附属中学校・金沢大学附属高等学校を経て、お茶の水女子大学文教育学部外国文学科英文学専攻卒。日本推理作家協会、本格ミステリ作家クラブ、日本文芸家協会に所属。夫はSF作家の柾悟郎。 
高校時代はラジオ「欽ドン」常連有名人。単行本『欽ドン』パート5や6に自画像などが掲載されている。
大学時代は「お茶の水女子大学SF研究会」に所属。卒業後、7年間のメーカー勤務を経て小説を書きはじめる。1989年、柾との合作「エモーショナル・レスキュー」（お茶の水女子大学SF研究会『コスモス』に掲載）でSFファンジン大賞・創作部門を受賞。
1989年、『異次元カフェテラス』を刊行してデビュー。その二年後には妊婦ばかりが住む街を舞台にしたSFミステリ『バルーン・タウンの殺人』で第17回ハヤカワ・SFコンテスト入選を果たし、1994年に同名の作品集を刊行して注目を集める。
『安楽椅子探偵アーチー』シリーズや、『バルーン・タウン』シリーズ等に見られるユニークな設定とユーモラスな作風とで知られる。
自筆プロフィールには「肩書きは作家のほか、ルー・リード研究家（自称）、ニューヨーク・ドールズの伝記翻訳家（版元募集中）」とある。作中で自己の趣味を押し出すことは少ないが、登場するネコの名前に往年のドイツオペラ歌手のファーストネームをズラリとつけた作品が存在する。

## 作品リスト

### 単著

#### 「バルーン・タウン」シリーズ
- バルーン・タウンの殺人（1994年1月 ハヤカワ文庫JA / 2003年12月 創元推理文庫）
- バルーン・タウンの手品師（2000年10月 文藝春秋 / 2004年7月 創元推理文庫）
- バルーン・タウンの手毬唄（2002年9月 文藝春秋 / 2005年5月 創元推理文庫）

#### 「安楽椅子探偵アーチー」シリーズ
- 安楽椅子探偵アーチー（2003年8月 創元クライム・クラブ / 2005年10月 創元推理文庫）
- 安楽椅子探偵アーチー オランダ水牛の謎（2006年10月 創元クライム・クラブ / 2009年7月 創元推理文庫）

#### 「ハートブレイク・レストラン」シリーズ
- ハートブレイク・レストラン（2005年11月 光文社 / 2008年7月 光文社文庫）
- ハートブレイク・レストラン ふたたび（2015年6月 光文社文庫）
- さよなら ハートブレイク・レストラン（2016年5月 光文社文庫）

#### 「ニャン氏」シリーズ
- ニャン氏の事件簿（2017年2月 創元推理文庫）
- ニャン氏の童心（2018年11月 創元推理文庫）
- ニャン氏の憂鬱（2020年8月 創元推理文庫）

#### その他
- 異次元カフェテラス（1989年5月 アルゴ文庫）
- ブラック・エンジェル（1994年8月 光風社出版 / 2002年5月 創元推理文庫）
- ピピネラ（1996年2月 講談社 / 2005年1月 講談社文庫 ※全面改稿）
- ジェンダー城の虜（1996年8月 ハヤカワ文庫JA）
- マックス・マウスと仲間たち（1997年10月 朝日新聞社）
- 瑠奈子のキッチン（1998年8月 講談社）
- おせっかい（2000年6月 幻冬舎 / 2006年2月 新潮文庫）
- 銀杏坂（2001年9月 光文社 / 2004年1月 光文社文庫）
- スパイク（2002年11月 光文社 / 2004年11月 光文社文庫）
- 雨恋（2005年1月 新潮社 / 2007年8月 新潮文庫）
  - 【改題】雨の日のきみに恋をして（2016年10月 双葉文庫）
- いつもの道、ちがう角（2005年12月 光文社文庫）
- 九月の恋と出会うまで（2007年 新潮社 / 2009年8月 新潮文庫 / 2016年2月 双葉文庫）
- 人くい鬼モーリス（2008年 理論社ミステリーYA!）
  - 【改題】モーリスのいた夏（2011年9月 PHP文芸文庫）
- フリッツと満月の夜（2008年4月 ポプラ社）
  - 【改題】ぼくと猫と満月の夜（2012年5月 ポプラ文庫ピュアフル ※短編追加）
- 煙とサクランボ（2011年 光文社 / 2014年4月 光文社文庫）
- 花束に謎のリボン（2012年2月 光文社文庫）
- わたしのリミット（2013年9月 東京創元社 / 2015年9月 創元推理文庫）
- サトミとアオゲラ探偵（2018年10月 ポプラ文庫）
- 嵐の湯へようこそ！（2021年12月 角川文庫）
- おばあちゃんの旅（2023年3月、新潮社（電子書籍）[2][3]）

### アンソロジー
「」内が松尾由美の作品
- 名探偵の饗宴（1998年3月 朝日新聞社 / 2015年3月 朝日文庫）「バルーン・タウンの裏窓」
- 恋する男たち（1999年1月 朝日新聞社 / 2005年3月 新潮文庫）「マンホールより愛をこめて」
- 本格ミステリ01（2001年7月 講談社ノベルス）「オリエント急行十五時四十分の謎」
  - 【分冊・改題】透明な貴婦人の謎（2005年1月 講談社文庫）
- 危険な関係 女流ミステリー傑作選（2002年5月 ハルキ文庫）「恐ろしい絵」
- Little Selections 21 わたし（2003年4月 ポプラ社）「バルーン・タウンの殺人」
- ザ・ベストミステリーズ 2003 推理小説年鑑（2003年7月 講談社）「バルーン・タウンの手毬唄」
  - 【分冊・改題】殺人の教室 ミステリー傑作選（2006年4月 講談社文庫）
- 本格ミステリ04（2004年6月 講談社ノベルス）「走る目覚まし時計の問題」
  - 【改題】深夜バス78回転の問題（2008年1月 講談社文庫）
- ザ・ベストミステリーズ 2004 推理小説年鑑（2004年7月 講談社）「走る目覚まし時計の問題」
  - 【分冊・改題】犯人たちの部屋 ミステリー傑作選（2007年11月 講談社文庫）
- ファンタジーの宝石箱 Vol.3 タイム・バード（2004年10月 全日出版）「うっかり者の小鬼」
- 最後の恋（2005年12月 新潮社）「わたしは鏡」
  - 【改題】 最後の恋 つまり、自分史上最高の恋。（2008年11月 新潮文庫）
- ミステリーは仕事する（2007年3月 ポプラ社）「なぜ、助産婦に頼まなかったのか」
- 不思議の足跡（2007年10月 光文社カッパ・ノベルス / 2011年4月 光文社文庫）「ロボットと俳句の問題」
- NOVA 8 書き下ろし日本SFコレクション（2011年8月 河出文庫）「落としもの」
- 私がデビューしたころ ミステリ作家51人の始まり（2014年6月 東京創元社）※エッセイアンソロジー「三度目の正直？」
- ベスト本格ミステリ2016（2016年6月 講談社ノベルス）「不透明なロックグラスの問題」
  - 【再編集・改題】ベスト本格ミステリ TOP5 短編傑作選002（2019年2月 講談社文庫）
- アンソロジー 隠す（2017年2月 文藝春秋）「誰にも言えない」
- 惑―まどう― アンソロジー（2017年7月 新潮社 / 2022年2月 実業之日本社文庫）「惑星Xからの侵略」
- 怪を編む ショートショート・アンソロジー（2018年4月 光文社文庫）「穴を掘りに」
- ベスト本格ミステリ2018（2018年6月 講談社ノベルス）「袋小路の猫探偵」
  - 【再編集・改題】ベスト本格ミステリ TOP5 短編傑作選004（2019年6月 講談社文庫）
- アンソロジー 噓と約束（2019年4月 光文社）「パスタ君」
- 御城の事件 〈東日本篇〉（2020年3月 光文社時代小説文庫）「紙の舟が運ぶもの」
- 11の秘密 ラスト・メッセージ（2021年12月 ポプラ社）「みきにはえりぬ」

## メディア・ミックス

### 映画
- 九月の恋と出会うまで（2019年3月1日公開、配給：ワーナー・ブラザース映画、監督：山本透、主演：高橋一生・川口春奈）[4]